# James Norrington
James Norrington es un personaje ficticio de la saga fílmica Piratas del Caribe interpretado por Jack Davenport.

## Diseño
Según se menciona en los comentarios de los DVD de The Curse of the Black Pearl, Norrington fue diseñado como un villano que uniría fuerzas con el pirata Héctor Barbossa, aunque esta idea sería empleada posteriormente en En el fin del mundo al ponerse a las órdenes de Cutler Beckett.
Jerry Bruckheimer afirma que Norrington solo estaba previsto que apareciera en la primera entrega de la saga, pero debido al buen recibimiento que tuvo el personaje y el buen hacer de Jack Davenport, decidieron convertirlo en un personaje principal en las secuelas.

## Historia

### Pirates of the Caribbean: The Curse of the Black Pearl
La primera aparición de James Norrington es como teniente en el buque HMS Dauntless, llevando a Weatherby Swann y a su pequeña hija Elizabeth desde Inglaterra hasta Port Royal. En esta primera ocasión, los tripulantes observan un navío ardiendo en mitad del mar sin hallar ningún superviviente; el barco fue atacado y destruido por la Perla Negra, un buque que se cree ficticio. Ya entonces se aprecia que Norrington posee un evidente desprecio por la piratería.
Años después, Norrington es ascendido al grado de comodoro, en una suntuosa ceremonia en el baluarte de Port Royal. El gobernador Swann (Jonathan Pryce) tenía previsto que su hija Elizabeth (Keira Knightley) contrajera matrimonio con Norrington, el cual estaba enamorado de ella. Después de la ceremonia, Norrington le pide en matrimonio, pero justo en ese momento, el corsé que llevaba Elizabeth hace que no pueda respirar y caiga inconsciente al mar. Elizabeth será rescatada por Jack Sparrow (Johnny Depp), un pirata que se hallaba en Port Royal de forma clandestina.
Resulta ser que Norrington identifica a Sparrow como pirata, ordenando su arresto. Sparrow se las ingenia para escapar después de usar a Elizabeth como rehén, pero gracias a la ayuda de Will Turner (Orlando Bloom) consiguen atraparlo.
Esa misma noche, un grupo de piratas de la Perla Negra ataca Port Royal. Elizabeth es secuestrada por los piratas, lo que moviliza a Norrington y Will Turner (que está enamorado en secreto de ella) para ir en su busca. Turner se alía con Sparrow, y juntos roban el HMS Interceptor, todo en las narices de Norrington.
Su siguiente aparición es rescatando a Elizabeth y Sparrow de una isla desierta. Resultó que el capitán de la Perla Negra, Barbossa, capturó a Will Turner y dejó a Elizabeth y Sparrow a su suerte. Jack propone partir en persecución de Barbossa y la Perla Negra, pero Norrington rehúsa, hasta que Elizabeth le pide que lo haga por ella como «regalo de boda». Usando a Sparrow como guía, el Dauntless parte en busca de la Isla de Muerta.
Norrington y su tripulación aguardan a las afueras de la cueva donde se hallan Barbossa y los piratas, esperando la señal de Sparrow. Los piratas, alertados por Jack, acuden a eliminar a los tripulantes del Dauntless,  aparentemente en un acuerdo entre Sparrow y Barbossa. Norrington y sus hombres pelean contra los piratas, pero estos están afectados por una maldición que les impide morir. Será Will Turner quien rompa la maldición con su sangre gracias a la ayuda de Jack. Norrington y sus hombres consiguen arrestar a los piratas supervivientes (aunque no a Barbossa, que ha muerto a manos de Sparrow).
De vuelta a Port Royal, asisten al ahorcamiento de Jack Sparrow. Turner y Elizabeth, que habían visto la bondad que había en Jack, colaboran para ayudar a que escape. Norrington, viendo que Elizabeth y Will se aman, decide cancelar su compromiso con ella y permitir que ambos se casen. También pospone por un día la persecución de Sparrow.

### Pirates of the Caribbean: Dead Man's Chest
Tras los sucesos de la La maldición de la Perla Negra, Norrington partió en persecución de Sparrow. Estuvo a punto de alcanzarle cerca de Trípoli, pero un huracán destruyó su barco y perdió a toda su tripulación. Norrington cayó en desgracia y fue degradado.
Hace una sorpresiva aparición en Tortuga, donde se le muestra borracho y demacrado. Es parte de los piratas que se unen a la tripulación de Jack Sparrow en la Perla Negra. Sparrow lo reconoce, pero lo admite igualmente, como parte de entregarlos a Davy Jones para salvar su propio pellejo. Norrington escucha hablar de unas patentes de corso que Lord Cutler Beckett le entrega a Sparrow, si a cambio le entrega su brújula. Norrington planea hacerse con ellas con el propósito de recuperar su honra y su posición. Observa con ironía la relación entre Elizabeth y Sparrow, creyendo que ella siente algo por él.
La Perla Negra llega hasta Isla Cruces, donde se halla el cofre con el corazón de Davy Jones. Norrington, Sparrow y Will Turner se enzarzan en un combate a tres por hacerse con el corazón. La situación empeora cuando El Holandés Errante llega para reclamar el corazón de su capitán. Los hombres de Jones combaten contra los de Sparrow, y Norrington se las arregla para hacerse con el corazón de Jones y con las patentes de corso. Fingiendo actuar como señuelo, Norrington se lleva el cofre para atraer a los hombres de Jones; consigue escapar, aunque entregando el cofre (el cual está vacío, aunque los hombres de Jones no lo saben).
Norrington llega hasta Port Royal, donde entrega el corazón de Jones a Cutler Beckett, al igual que las patentes de corso. Beckett nombra entonces a Norrington almirante de la Royal Navy.

### Piratas del Caribe: en el fin del mundo
Nombrado almirante por Lord Beckett, Norrington es llevado al Holandés Errante. Ahora que Beckett tenía el corazón de Jones podía tenerlo bajo sus órdenes, por lo que envía a Norrington al Holandés Errante para comandarlo y asegurarse que Jones permanece leal a Beckett.
Beckett captura a Barbossa y Jack Sparrow con la ayuda de Will Turner y el pirata chino Sao Feng (Chow Yun Fat). Sin embargo, Sao Feng los traiciona y escapa con su navío, el Empress, tras atacar al Endeavour, el buque de Beckett. Ordena que el Holandés Errante parta en persecución de Sao Feng. Durante el combate entre ambos navíos, Sao Feng resulta muerto, y con su último aliento, nombra a Elizabeth capitana, creyendo que era la diosa Calypso.
Elizabeth lamenta que James se haya unido al taimado Beckett, y muestra su desprecio prefiriendo estar con su tripulación que con Norrington. Este parece creer que se ha equivocado de bando, y libera a los prisioneros, incluida Elizabeth. Mediante un cabo une el Holandés con el Empress, permitiendo que los piratas de Elizabeth escapen. Ella es la última en marchar y le pide que vaya con ellos; con un último beso, Norrington le dice que sus destinos se han entrelazado, pero que nunca se unirán. En ese momento llega Bill Turner “el Botas”, que lo ha observado todo y acusa al almirante de traición. James corta el cabo, lo que permite a Elizabeth y los demás huir, pero justo en ese momento, Turner le clava un arpón en el estómago.
Davy Jones llega y observa al almirante moribundo. Le hace su clásica pregunta: «¿temes a la muerte?» (ofreciéndole salvar su vida a cambio de servirle), a lo que Norrington replica usando sus últimas fuerzas para atravesar el hombro de Jones con su espada, fútilmente. Elizabeth, gritando su nombre, observa desde lejos cómo James muere mientras Jones se queda con su espada.